# Fonofòbia
La fonofòbia, ve del grec fono- soroll i -fòbia por.

## Com a símptoma
És la forma més freqüent de fonofòbia, i és causada per una hiperacúsia que és quan una persona té excessiva sensibilitat a determinats rangs de freqüència del so.
La causa més freqüent és la crisi de migranya, ja que el soroll incrementa el dolor, en aquests pacients sovint acompanyada de fotofòbia.

## Com a malaltia
Rarament es tracta d'una fòbia irracional als sorolls. També és anomenada liguirofòbia que és la por als sorolls forts. Aquesta por pot ser por a la pròpia veu i això a vegades provoca quequesa.
Sovint es pot confondre amb una forma extrema de misofonia que és la sensació subjectiva de molèstia davant del so.

Molts animals també tenen fonofòbia pel soroll excessiu o inesperat. Per exemple, molts gossos tenen por del so dels focs artificials.